# Heinrich Vogt
Heinrich Vogt (ur. 23 kwietnia 1875 w Ratyzbonie, zm. 1936 w Bad Pyrmont) – niemiecki lekarz neurolog i balneolog.
Habilitował się z neurologii w 1901 roku, a w 1907 został profesorem psychiatrii na Uniwersytecie w Getyndze. W 1909 przeniósł się na Uniwersytet we Frankfurcie i został dyrektorem wydziału psychiatrycznego Instytutu Senckenberga. W 1911 został dyrektorem sanatorium neurologicznego w Wiesbaden. W 1916 roku wydał dwutomowy podręcznik Handbuch der Therapie der Nervenkrankheiten.
W 1925, ku zaskoczeniu współpracowników, przeniósł się do miejscowości kąpieliskowej Bad Pyrmont, gdzie oddał się praktyce hydroterapeutycznej. Później założył we Wrocławiu towarzystwo badań nad balneologią i wydawał czasopismo poświęcone tym badaniom. Przed wojną powrócił do Bad Pyrmont, gdzie zmarł w 1936.
Upamiętnia go nazwa choroby Spielmeyera-Vogta-Sjögrena. 

## Wybrane prace
- Über familiäre amaurotische Idiotie und verwandte Krankheitsbilder. Monatsschrift für Psychiatrie und Neurologie, Bazylea 1905, Band 18 161-171, 310-357.
- Über die Anatomie, das Wesen und die Entstehung microcephaler Missbildungen. Wiesbaden 1905, [w:] Arbeiten aus dem Hirnanatomischen Institute in Zürich. Ausgabe 1, 1853-1930 (Herausgeber: Constantin von Monakow).
- Zur Diagnostik der tuberösen Sklerose. Zeitschrift Erforschung jugendlichen Schwachsinns, 1907, 2: 1-15.
- Epilepsie im Kindesalter. Berlin 1910.
- Klinik und Biologie der Thymusdrüse. Tübingen 1910.
- Familiäre amaurotische Idiotie, histologische und histopathologische Studien. Archiv für Kinderheilkunde, Stuttgart, 1911, 51: 1-125.
- Handbuch der Therapie der Nervenkrankheiten. Zwei Bände, Jena 1916.
- Die Heilquellen von Bad Pyrmont. Band 1, Leipzig, 1929.